# Kamiah Smalls
Kamiah Regina Smalls (Filadelfia, 17 aprile 1998) è una cestista statunitense.

## Carriera
È stata selezionata dalle Indiana Fever al terzo giro del Draft WNBA 2020 (28ª scelta assoluta).